# Албертс, Виллем
Виллем Схалк Албертс (африк. Willem Schalk Alberts; 11 мая 1984, Претория, ЮАР) — южноафриканский регбист, игрок национальной сборной ЮАР и клуба «Лайонз», выступающий на позиции фланкера.

## Клубная карьера
Свою профессиональную регбийную карьеру Албертс начал в клубе «Голден Лайонз». 2 февраля 2007 года он провёл свой первый матч в рамках чемпионата Супер 14 за «Лайонз» в Йоханнесбурге против австралийской команды «Уаратаз», завершившемся поражением «львов» 16-25.
В 2010 году Виллем перешёл в клуб «Шаркс», за который дебютировал 13 февраля 2010 года во встрече с новозеландским «Чифс», появившись на замене. В сезоне 2012 года ему удалось вместе с клубом добраться до финала турнира Супер Регби, в котором они уступили «Чифс» 37-6.
В 2010 и 2013 годах вместе с «Натал Шаркс» Албертс одерживал итоговые победы в розыгрыше кубка Карри.
19 мая 2015 года было объявлено об уходе Виллема из команды по окончании сезона, а уже 1 июля «Стад Франсе» подтвердил переход регбиста в свой стан.

## Карьера в сборной
Первый официальный матч за «Спрингбокс» Албертс сыграл 13 ноября 2010 в тестовой игре с командой Уэльса, проведя на поле 1 тайм и занеся одну попытку, ставшую решающей для итоговой победы южноафриканцев. В двух последующих матчах 2010 года с Шотландией и Англией он также отметился по одной попытке.
30 августа 2011 года Виллем был включён в заявку для участия в чемпионате мира. На этом турнире Албертс провёл 5 матчей, в том числе один в стартовом составе против Намибии, но никакими результативными действиями не отметился.
В 2012 и 2013 годах он сыграл за сборную все 12 встреч в рамках Чемпионата регби, на котором вместе с командой занял третье и вторые места, соответственно. В 2014 году Албертс не смог помочь команде и был выведен из состава на время проведения турнира из-за травмы спины.
28 августа 2015 года Виллем вновь был включён в состав сборной для участия в чемпионате мира 2015 года, на котором вновь отыграл 5 матчей.